# Shadowland (album de k.d. lang)
Pour les articles homonymes, voir Shadowland.
Albums de k.d. lang
Angel with a Lariat
(1987) Absolute Torch and Twang
(1989)
Shadowland est un album de k.d. lang, sorti en 1988.

## L'album
Trois chanteuses, en plus de k.d. lang interviennent sur le titre Honky Tonk Angel's Medley, Brenda Lee, Loretta Lynn et Kitty Wells. L'album, encensé par la critique, devient disque d'or. Il fait partie des 1001 Albums You Must Hear Before You Die.

### Titres
1. Western Stars (Chris Isaak) (3:12)
2. Lock, Stock and Teardrops (Roger Miller) (3:28)
3. Sugar Moon (Cindy Walker, Bob Wills) (2:26)
4. I Wish I Didn't Love You So (Frank Loesser) (3:07)
5. (Waltz Me) Once Again Around the Dance Floor (Don Goodman, Sara Johns, Jack Rowland) (2:35)
6. Black Coffee (Sonny Burke, Paul Francis Webster) (3:17)
7. Shadowland (Dick Hyman, Charles Tobias) (2:28)
8. Don't Let the Stars Get in Your Eyes (Slim Willet) (2:20)
9. Tears Don't Care Who Cries Them (Fred Tobias, Charles Tobias) (3:03)
10. I'm Down to My Last Cigarette (Harlan Howard, Billy Walker) (2:46)
11. Busy Being Blue (Stewart MacDougall) (3:40)
12. Honky Tonk Angels' Medley (2:55)
13. In the Evening (When the Sun Goes Down) (Leroy Carr, Don Raye)
14. You Nearly Lose Your Mind (Ernest Tubb)
15. Blues Stay Away from Me (Alton Delmore, Rabon Delmore, Wayne Raney, Henry Glover)

### Musiciens
- K.D. Lang : voix
- Harold Bradley : banjo, basse, ukulélé, guitare
- Jimmy Capps : guitare rythmique
- Buddy Emmons : guitare
- Tony Migliore : piano, accordéon
- Roger Morris : piano
- Hargus Pig Robbins : piano
- Hal Rugg : guitare
- Buddy Spicher : fiddle
- Henry Strzelecki : basse
- Pete Wade : guitare électrique
- Rob Hajacos : fiddle
- Buddy Harman : batterie
- Jim Horn : saxophone
- The Nashville String Machine : Bill McElhiney (arrangements), Roy Christensen, Bob Mason, Anthony LaMarchina : violoncelles, David Angell, Connie Ellisor, Ted Madsen, Pamela Sixfin, Carl Gorodetzky, Dennis Molchan, George Binkley III, John Borg, Gary Vanosdale, Lee Larrison (violons).
- The Jordanaires : voix sur Western Stars, I Wish I Didn't Love You So et Tears Don't Care Who Cries Them : Gordon Stoker, Louis Dean Nunley, Neal Matthews, Jr., Duane West
- Tennessee : voix sur Lock, Stock and Teardrops, Sugar Moon, Don't Let the Stars Get in Your Eyes et I'm Down to My Last Cigarette : Hurshel Wiginton, Doug Clements, Louis Dean Nunley, Jim Ferguson
- The Honky Tonk Angels : voix sur Honky Tonk Angels' Medley : Brenda Lee, Loretta Lynn, Kitty Wells.